# آدم أصغر
آدم أصغر (بالإنجليزية: Adam Asghar)‏ (26 يوليو 1994 بغلاسكو في المملكة المتحدة - ) هو لاعب كرة قدم بريطاني في مركز الوسط. لعب مع نادي دمبرتون ونادي ماذرويل ونادي ألوا أثليتيك ونادي ستيرلينغشير الشرقية.

## وصلات خارجية
- آدم أصغر على موقع قاعدة بيانات كرة القدم.إي يو (الإنجليزية)
- آدم أصغر على موقع Soccerbase.com (لاعب) (الإنجليزية)